# Olcsvaapáti, Szabolcs-Szatmár-Bereg
Olcsvaapáti  este un sat în districtul Fehérgyarmat, județul Szabolcs-Szatmár-Bereg, Ungaria, având o populație de 293 de locuitori (2011). 

## Demografie
Componența etnică a satului Olcsvaapáti
     Maghiari (100%)
Componența confesională a satului Olcsvaapáti
     Reformați (65,53%)
     Necunoscută (34,47%)
Conform recensământului din 2011, satul Olcsvaapáti avea 293 de locuitori. Din punct de vedere etnic, majoritatea locuitorilor (100,0%) erau maghiari.  Din punct de vedere confesional, majoritatea locuitorilor (65,53%) erau reformați. Pentru 34,47% din locuitori nu este cunoscută apartenența confesională.